# Nactus coindemirensis
Il geco di Coin de Mire (Nactus coindemirensis Bullock, Arnold & Bloxam, 1985) è un sauro della famiglia Gekkonidae, endemico di Mauritius.

## Distribuzione e habitat
La specie, che in passato era stata classificata come estinta in natura, è stata successivamente ritrovata su alcune delle isole minori di Mauritius tra cui Coin de Mire (locus typicus), Îlot Vacoas, Île Plate e Rocher aux Pigeons.

## Conservazione
Per la ristrettezza del suo areale la IUCN Red List classifica Nactus coindemirensis come specie vulnerabile.